# Wayne Ferreira
Wayne Ferreira (* 15. September 1971 in Johannesburg) ist ein ehemaliger südafrikanischer Tennisspieler.

## Karriere
In seiner Profikarriere (ab 1989) gewann er 15 Einzeltitel. Bei den Olympischen Spielen 1992 gewann er an der Seite von Piet Norval die Silbermedaille. Im selben Jahr erzielte er bei den Australian Open mit dem Einzug ins Halbfinale sein bestes Ergebnis bei einem Grand-Slam-Turnier; 2003 gelang ihm dies noch einmal. Seine beste Platzierung in der ATP-Weltrangliste erreichte er am 8. Mai 1995 mit Platz 6.
Im Jahr 2000 gewann Ferreira an der Seite von Amanda Coetzer den Hopman Cup. Nach den US Open 2004 erklärte er seinen Rücktritt vom Profisport. 2005 gab er anlässlich des Davis-Cup-Spiels der Südafrikaner gegen Deutschland ein einmaliges Comeback; er bestritt dabei zwei Partien, die er beide verlor.

## Erfolge
| Legende                           |
| Olympische Spiele                 |
| Grand Slam                        |
| Tennis Masters Cup                |
| ATP Masters Series (8)            |
| ATP International Series Gold (2) |
| ATP International Series (16)     |
| ATP Challenger Tour (1)           |

| Titel nach Belag |
| Hartplatz (19)   |
| Sand (4)         |
| Rasen (1)        |
| Teppich (2)      |

### Einzel
| Nr. | Datum              | Turnier      | Belag     | Finalgegner        | Ergebnis                   |
| --- | ------------------ | ------------ | --------- | ------------------ | -------------------------- |
| 1.  | 14. Juni 1992      | Queen’s Club | Rasen     | Shūzō Matsuoka     | 6:3, 6:4                   |
| 2.  | 30. August 1992    | Schenectady  | Hartplatz | Jamie Morgan       | 6:2, 6:73, 6:2             |
| 3.  | 9. Januar 1994     | Oʻahu        | Hartplatz | Richey Reneberg    | 6:4, 6:7, 6:1              |
| 4.  | 21. August 1994    | Indianapolis | Hartplatz | Olivier Delaître   | 6:2, 6:1                   |
| 5.  | 18. September 1994 | Bordeaux     | Hartplatz | Jeff Tarango       | 6:0, 7:5                   |
| 6.  | 2. Oktober 1994    | Basel        | Hartplatz | Patrick McEnroe    | 4:6, 6:2, 7:6, 6:3         |
| 7.  | 16. Oktober 1994   | Tel Aviv     | Hartplatz | Amos Mansdorf      | 7:6, 6:3                   |
| 8.  | 12. Februar 1995   | Dubai        | Hartplatz | Andrea Gaudenzi    | 6:3, 6:3                   |
| 9.  | 7. Mai 1995        | München      | Sand      | Michael Stich      | 7:5, 7:6                   |
| 10. | 15. Oktober 1995   | Ostrava      | Teppich   | MaliVai Washington | 3:6, 6:4, 6:3              |
| 11. | 22. Oktober 1995   | Lyon         | Teppich   | Pete Sampras       | 7:6, 5:7, 6:3              |
| 12. | 10. März 1996      | Scottsdale   | Hartplatz | Marcelo Ríos       | 2:6, 6:3, 6:3              |
| 13. | 25. August 1996    | Toronto      | Hartplatz | Todd Woodbridge    | 6:2, 6:4                   |
| 14. | 5. November 2000   | Stuttgart    | Hartplatz | Lleyton Hewitt     | 7:66, 3:6, 6:75, 7:62, 6:2 |
| 15. | 3. August 2003     | Los Angeles  | Hartplatz | Lleyton Hewitt     | 6:3, 4:6, 7:5              |

#### Finalteilnahmen
| Nr. | Datum            | Turnier          | Belag         | Finalgegner        | Ergebnis                 |
| --- | ---------------- | ---------------- | ------------- | ------------------ | ------------------------ |
| 1.  | 16. Februar 1992 | Memphis          | Hartplatz (i) | MaliVai Washington | 3:6, 2:6                 |
| 2.  | 19. Juli 1992    | Stuttgart        | Sand          | Andrij Medwedjew   | 1:6, 4:6, 7:65, 6:2, 1:6 |
| 3.  | 7. März 1993     | Indian Wells     | Hartplatz     | Jim Courier        | 3:6, 3:6, 1:6            |
| 4.  | 13. Juni 1993    | Queen’s Club     | Rasen         | Michael Stich      | 3:6, 4:6                 |
| 5.  | 27. Februar 1994 | Rotterdam        | Teppich       | Michael Stich      | 6:4, 3:6, 0:6            |
| 6.  | 19. Juni 1994    | Manchester       | Rasen         | Patrick Rafter     | 6:75, 6:74               |
| 7.  | 21. Juli 1996    | Washington, D.C. | Hartplatz     | Michael Chang      | 2:6, 4:6                 |
| 8.  | 18. April 1999   | Tokio            | Hartplatz     | Nicolas Kiefer     | 6:75, 5:7                |

### Doppel

#### Turniersiege

##### ATP Tour
| Nr. | Datum             | Turnier          | Belag     | Partner            | Finalgegner                    | Ergebnis      |
| --- | ----------------- | ---------------- | --------- | ------------------ | ------------------------------ | ------------- |
| 1.  | 31. Dezember 1990 | Adelaide         | Hartplatz | Stefan Kruger      | Paul Haarhuis Mark Koevermans  | 6:4, 4:6, 6:4 |
| 2.  | 25. März 1991     | Miami            | Hartplatz | Piet Norval        | Ken Flach Robert Seguso        | 5:7, 7:6, 6:2 |
| 3.  | 13. Januar 1992   | Auckland         | Hartplatz | Jim Grabb          | Grant Connell Glenn Michibata  | 6:4, 6:3      |
| 4.  | 8. August 1993    | Los Angeles      | Hartplatz | Michael Stich      | Grant Connell Scott Davis      | 7:6, 7:6      |
| 5.  | 15. Mai 1995      | Hamburg          | Sand      | Jewgeni Kafelnikow | Byron Black Andrei Olchowski   | 6:1, 7:6      |
| 6.  | 23. Februar 1998  | Antwerpen        | Hartplatz | Jewgeni Kafelnikow | Tomás Carbonell Francisco Roig | 7:5, 3:6, 6:2 |
| 7.  | 2. August 1999    | Los Angeles      | Hartplatz | Byron Black        | Goran Ivanišević Brian MacPhie | 6:2, 7:64     |
| 8.  | 24. April 2000    | Monte Carlo      | Sand      | Jewgeni Kafelnikow | Paul Haarhuis Sandon Stolle    | 6:3, 2:6, 6:1 |
| 9.  | 19. März 2001     | Indian Wells     | Hartplatz | Jewgeni Kafelnikow | Jonas Björkman Todd Woodbridge | 6:2, 7:5      |
| 10. | 14. Mai 2001      | Rom              | Sand      | Jewgeni Kafelnikow | Daniel Nestor Sandon Stolle    | 6:4, 7:66     |
| 11. | 17. März 2003     | Indian Wells (2) | Hartplatz | Jewgeni Kafelnikow | Bob Bryan Mike Bryan           | 3:6, 7:5, 6:4 |

##### Challenger Tour
| Nr. | Datum          | Turnier | Belag     | Partner     | Finalgegner                    | Ergebnis      |
| --- | -------------- | ------- | --------- | ----------- | ------------------------------ | ------------- |
| 1.  | 16. April 1990 | Durban  | Hartplatz | Piet Norval | Stefan Kruger Greg Van Emburgh | 6:0, 2:6, 6:3 |

#### Finalteilnahmen
| Nr. | Datum            | Turnier                             | Belag       | Partner               | Finalgegner                     | Ergebnis           |
| --- | ---------------- | ----------------------------------- | ----------- | --------------------- | ------------------------------- | ------------------ |
| 1.  | 30. März 1992    | Johannesburg                        | Hartplatz   | Piet Norval           | Pieter Aldrich Danie Visser     | 4:6, 4:6           |
| 2.  | 17. Mai 1992     | Rom (1)                             | Sand        | Mark Kratzmann        | Jakob Hlasek Marc Rosset        | 4:6, 6:3, 1:6      |
| 3.  | 27. Juli 1992    | Olympische Sommerspiele (Barcelona) | Sand        | Piet Norval           | Boris Becker Michael Stich      | 6:7, 6:4, 6:7, 3:6 |
| 4.  | 16. Mai 1993     | Rom (2)                             | Sand        | Mark Kratzmann        | Jacco Eltingh Paul Haarhuis     | 4:6, 6:7           |
| 5.  | 8. November 1993 | Antwerpen                           | Teppich (i) | Javier Sánchez        | Grant Connell Patrick Galbraith | 3:6, 6:7           |
| 6.  | 9. Mai 1994      | Rom (3)                             | Sand        | Javier Sánchez        | Jewgeni Kafelnikow David Rikl   | 1:6, 5:7           |
| 7.  | 17. Mai 1992     | Cincinnati                          | Hartplatz   | Mark Kratzmann        | Alex O’Brien Sandon Stolle      | 7:6, 3:6, 2:6      |
| 8.  | 22. Oktober 1995 | Lyon                                | Teppich (i) | John-Laffnie de Jager | Jakob Hlasek Jewgeni Kafelnikow | 3:6, 3:6           |
| 9.  | 27. Juli 1998    | Washington                          | Hartplatz   | Patrick Galbraith     | Grant Stafford Kevin Ullyett    | 2:6, 4:6           |
| 10. | 1. März 1999     | London                              | Teppich (i) | Byron Black           | Tim Henman Greg Rusedski        | 3:6, 6:76          |
| 11. | 9. August 1999   | Montreal                            | Hartplatz   | Byron Black           | Jonas Björkman Patrick Rafter   | 6:7, 4:6           |
| 12. | 25. Oktober 1999 | Lyon                                | Teppich (i) | Sandon Stolle         | Piet Norval Kevin Ullyett       | 6:4, 6:7, 6:7      |
| 13. | 15. Mai 2000     | Rom (4)                             | Sand        | Jewgeni Kafelnikow    | Martin Damm Dominik Hrbatý      | 4:6, 6:4, 3:6      |

## Resultate bei bedeutenden Turnieren

### Einzel
Die Tabelle listet die Ergebnisse der Grand-Slam-Turniere, der ATP Finals, der Olympischen Spiele, des Davis Cups und der Masters-Turniere auf.
| Turnier           | 2004 | 2003 | 2002 | 2001 | 2000 | 1999 | 1998 | 1997 | 1996 | 1995 | 1994 | 1993 | 1992 | 1991 | 1990 | 1989 | Karriere |
| ----------------- | ---- | ---- | ---- | ---- | ---- | ---- | ---- | ---- | ---- | ---- | ---- | ---- | ---- | ---- | ---- | ---- | -------- |
| Australian Open   | 3    | HF   | VF   | 3    | AF   | AF   | 2    | AF   | 2    | 2    | AF   | AF   | HF   | AF   | —    | —    | 2 × HF   |
| French Open       | 1    | 3    | 1    | 1    | 3    | 2    | 3    | 3    | AF   | 3    | 1    | 2    | 3    | 2    | —    | —    | 1 × AF   |
| Wimbledon         | 3    | 1    | 3    | 1    | AF   | 1    | AF   | 3    | 3    | AF   | VF   | AF   | AF   | 2    | 2    | Q1   | 1 × VF   |
| US Open           | 1    | 2    | AF   | 1    | 2    | 1    | 1    | AF   | 1    | 1    | 3    | AF   | VF   | 2    | —    | —    | 1 × VF   |
| ATP Finals        | —    | —    | —    | —    | —    | —    | —    | —    | —    | RR   | —    | —    | —    | —    | —    | —    | 1 × RR   |
| Indian Wells      | 2    | 1    | 1    | 1    | 2    | 1    | 2    | 2    | VF   | VF   | 2    | F    | 2    | AF   | —    | —    | 1 × F    |
| Miami             | 2    | 3    | 1    | 2    | VF   | 2    | AF   | 3    | 2    | VF   | 3    | 2    | 2    | AF   | —    | —    | 2 × VF   |
| Monte Carlo       | —    | 2    | —    | 1    | 2    | —    | 2    | 2    | —    | —    | 2    | —    | AF   | —    | —    | —    | 1 × AF   |
| Madrid            | —    | 2    | —    |      |      |      |      |      |      |      |      |      |      |      |      |      | 1 × 2R   |
| Rom               | —    | 2    | AF   | VF   | 1    | 2    | 2    | 1    | HF   | HF   | AF   | 1    | 2    | AF   | —    | —    | 2 × HF   |
| Hamburg           | —    | VF   | 2    | 1    | AF   | AF   | AF   | AF   | VF   | VF   | —    | 1    | 2    | —    | —    |      | 3 × VF   |
| Kanada            | —    | 1    | 1    | 1    | HF   | AF   | 1    | AF   | S    | AF   | HF   | AF   | —    | —    | —    | —    | 1 × S    |
| Cincinnati        | —    | 1    | AF   | 1    | 1    | 1    | 2    | 2    | VF   | AF   | AF   | AF   | 1    | AF   | —    | —    | 1 × VF   |
| Stockholm         |      |      |      |      |      |      |      |      |      |      | AF   | 2    | 2    | —    | —    |      | 1 × AF   |
| Essen             |      |      |      |      |      |      |      |      |      | 2    |      |      |      |      |      |      | 1 × 2R   |
| Stuttgart         |      |      |      | VF   | S    | 2    | 2    | AF   | 2    |      |      |      |      |      |      |      | 1 × S    |
| Paris             | —    | 1    | —    | 1    | AF   | 1    | 1    | —    | AF   | HF   | 2    | 1    | 2    | 2    | —    | —    | 1 × HF   |
| Olympische Spiele | —    |      |      |      | 1    |      |      |      | VF   |      |      |      | 2    |      |      |      | 1 × VF   |
| Davis Cup         | —    | —    | —    | —    | —    | —    | 1    | VF   | VF   | VF   | PO   | —    | —    | —    | —    | —    | 3 × VF   |

Zeichenerklärung: S = Turniersieg; F, HF, VF, AF = Einzug ins Finale, Halb-, Viertel-, Achtelfinale; 1, 2, 3 = Ausscheiden in der 1., 2., 3. Haupt- / Finalrunde; Q1, Q2, Q3 = Ausscheiden in der 1., 2. 3. Qualifikationsrunde; RR = Round Robin (Gruppenphase); nicht ausgetragen oder andere Kategorie; PO (Playoff), P2 = Auf-/Abstiegsrunde zur Weltgruppe I/II im Davis Cup; W2 = Teilnahme in der Weltgruppe II

### Doppel
Die Tabelle listet die Ergebnisse der Grand-Slam-Turniere, der ATP Finals, der Olympischen Spiele, des Davis Cups und der Masters-Turniere auf.
| Turnier           | 2004 | 2003 | 2002 | 2001 | 2000 | 1999 | 1998 | 1997 | 1996 | 1995 | 1994 | 1993 | 1992 | 1991 | 1990 | Karriere |
| ----------------- | ---- | ---- | ---- | ---- | ---- | ---- | ---- | ---- | ---- | ---- | ---- | ---- | ---- | ---- | ---- | -------- |
| Australian Open   | 2    | —    | 2    | AF   | AF   | 2    | —    | —    | AF   | —    | 1    | AF   | 2    | 1    | —    | 4 × AF   |
| French Open       | —    | —    | 2    | 1    | VF   | 2    | —    | 1    | —    | —    | —    | 2    | AF   | —    | —    | 1 × VF   |
| Wimbledon         | —    | —    | 2    | AF   | 2    | 1    | —    | —    | —    | —    | HF   | AF   | 1    | HF   | AF   | 2 × HF   |
| US Open           | —    | —    | AF   | 2    | HF   | —    | 1    | VF   | —    | —    | HF   | AF   | AF   | 2    | AF   | 2 × HF   |
| ATP Finals        | —    | —    | —    | —    | —    | —    | —    | —    | —    | —    | —    | —    | —    | —    | —    | —        |
| Indian Wells      | —    | S    | 1    | S    | HF   | AF   | 1    | AF   | AF   | 1    | AF   | AF   | VF   | 1    | —    | 2 × S    |
| Miami             | —    | —    | 1    | —    | 2    | —    | VF   | VF   | —    | —    | 2    | AF   | HF   | S    | —    | 1 × S    |
| Monte Carlo       | —    | —    | —    | 1    | S    | —    | AF   | —    | —    | —    | 1    | —    | VF   | —    | —    | 1 × S    |
| Madrid            | —    | —    | —    |      |      |      |      |      |      |      |      |      |      |      |      | —        |
| Rom               | —    | VF   | AF   | S    | F    | VF   | 1    | —    | VF   | —    | F    | F    | F    | 1    | —    | 1 × S    |
| Hamburg           | —    | —    | HF   | 1    | AF   | 1    | 1    | AF   | 1    | S    | —    | 1    | —    | 1    | —    | 1 × S    |
| Kanada            | —    | —    | VF   | 1    | AF   | F    | —    | —    | —    | 1    | 1    | 1    | —    | —    | —    | 1 × F    |
| Cincinnati        | —    | —    | AF   | AF   | AF   | —    | —    | 1    | —    | VF   | F    | AF   | 1    | VF   | —    | 1 × F    |
| Stockholm         |      |      |      |      |      |      |      |      |      |      | —    | 1    | AF   | AF   | —    | 2 × AF   |
| Essen             |      |      |      |      |      |      |      |      |      | VF   |      |      |      |      |      | 1 × VF   |
| Stuttgart         |      |      |      | VF   | VF   | AF   | —    | AF   | —    |      |      |      |      |      |      | 2 × VF   |
| Paris             | —    | —    | —    | —    | AF   | VF   | —    | —    | —    | —    | —    | —    | VF   | 1    | —    | 2 × VF   |
| Olympische Spiele | —    |      |      |      | —    |      |      |      | VF   |      |      |      | F    |      |      | 1 × F    |
| Davis Cup         | —    | —    | —    | —    | —    | —    | 1    | —    | VF   | VF   | PO   | —    | —    | —    | —    | 2 × VF   |

Zeichenerklärung: S = Turniersieg; F, HF, VF, AF = Einzug ins Finale, Halb-, Viertel-, Achtelfinale; 1, 2, 3 = Ausscheiden in der 1., 2., 3. Haupt- / Finalrunde; Q1, Q2, Q3 = Ausscheiden in der 1., 2. 3. Qualifikationsrunde; RR = Round Robin (Gruppenphase); nicht ausgetragen oder andere Kategorie; PO (Playoff), P2 = Auf-/Abstiegsrunde zur Weltgruppe I/II im Davis Cup; W2 = Teilnahme in der Weltgruppe II